# Enzo Bianco
Enzo Bianco (ur. 24 lutego 1951 w Aidone) – włoski polityk i prawnik, były minister, parlamentarzysta.

## Życiorys
W 1975 ukończył studia prawnicze, uzyskał uprawnienia adwokata. Rozpoczął praktykę w tym zawodzie. Zajął się także działalnością polityczną w ramach Federacji Narodowej Młodych Republikanów (Federazione Nazionale dei Giovani Repubblicani), organizacji młodzieżowej Włoskiej Partii Republikańskiej. Awansował także w strukturze partyjnej samej PRI. W drugiej połowie lat 70. i w latach 80. pracował jako ekspert z zakresu finansów międzynarodowych dla kompanii energetycznej.
W 1988 został radnym Katanii, w lipcu tego samego roku objął urząd burmistrza, który sprawował do listopada 1989. W 1991 wybrano go do Zgromadzenia Regionu Sycylia, rok później uzyskał mandat posła do Izby Deputowanych XI kadencji. Z parlamentu odszedł już w 1993, ponownie obejmując stanowisko burmistrza Katanii, które tym razem zajmował przez siedem lat (do 2000).
W połowie lat 90. opuścił republikanów, działał w małych centrowych ugrupowaniach, następnie przystąpił do Demokratów Romano Prodiego. Od grudnia 1999 do czerwca 2001 był ministrem spraw wewnętrznych w rządach Massima D’Alemy i Giuliana Amato. W 2001 uzyskał mandat deputowanego XIV kadencji z ramienia partii Margherita.
W 2006 i 2008 był wybierany do Senatu XV i XVI kadencji, zasiadał w tej izbie do 2013. W 2007 został członkiem do Partii Demokratycznej. W 2013 ponownie objął urząd burmistrza Katanii, sprawował go do 2018.